# Liste der Autobahnen in Belgien

Karte aller belgischen Autobahnen

Das Königreich Belgien verfügt über ein ca. 1785 km langes Netz an Autobahnen (ndl.: autosnelwegen, frz.: autoroutes). Mit dem Bau der ersten Strecke von Brüssel nach Oostende wurde 1937 begonnen, die komplette Fertigstellung folgte erst nach dem Zweiten Weltkrieg bis 1956. Seit 1989 ist der Betrieb und die Instandhaltung Aufgabe der drei Regionen.
Die Nummerierung setzt sich aus dem Buchstaben „A“ und einer ein- bis dreistelligen Nummer zusammen, Ringautobahnen beginnen mit dem Präfix „R“ und haben eine einstellige Nummer. Auf den Wegweisern wird allerdings fast ausschließlich die jeweilige Europastraße ausgeschildert. Nur Abschnitte, die keiner Europastraße angehören, verfügen über eine Beschilderung mit der regulären Nummer. Während Straßen mit A-Nummerierung durchgehend Autobahnstandard aufweisen, sind einige Abschnitte der Straßenringe (einstellige R-Nummerierung) nicht durchgängig im Autobahnquerschnitt, jedoch vollständig mindestens vierspurig ausgebaut. Bei Ringen mit zweistelliger Nummerierung handelt es sich im Regelfall um innerstädtische Straßen, sie gehören daher nicht zum Autobahnnetz.
Die Höchstgeschwindigkeit auf belgischen Autobahnen beträgt in der Regel 120 km/h.

## Charakteristika

### Beleuchtung

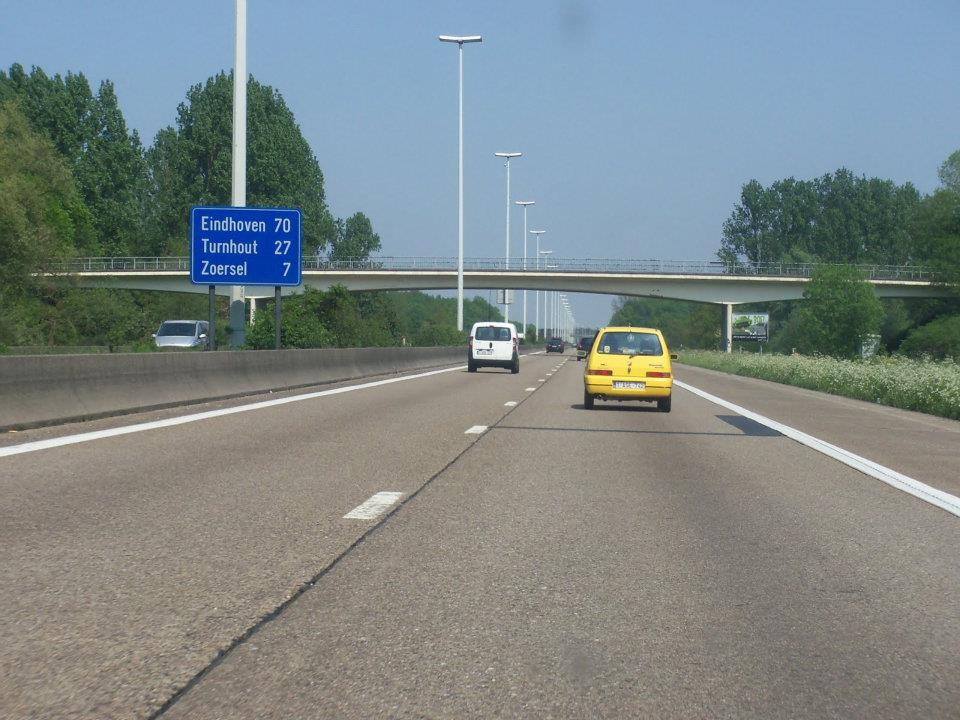
Beleuchtete A 21 bei Zoersel

International bekannt wurden die belgischen Autobahnen seit den 1960er Jahren durch die nahezu flächendeckende Ausstattung mit Straßenbeleuchtung. Hierdurch erhoffte man sich einen Rückgang der Unfallzahlen. Durch die charakteristische gelb-orange Farbe der Natriumdampflampen war das Land nachts sogar vom Weltraum aus deutlich zu erkennen. Seit den 2000er Jahren wurde aus Energiespargründen die Beleuchtung schrittweise reduziert. Zunächst beschloss die Flämische Region, im März 2007 dann auch die Wallonische Region, die Laternen zwischen 0:30 Uhr und 5:30 Uhr auszuschalten, mit Ausnahme von Parkplätzen und Anschlussstellen bzw. Knotenpunkten. Ab 2011 wurde auf den flämischen Autobahnen in den Sommermonaten auf die nächtliche Beleuchtung komplett verzichtet. Rund 25 % des flämischen Autobahnnetzes wird seitdem permanent beleuchtet, dabei handelt es sich um Strecken in städtischen Ballungsräumen und an Autobahnkreuzen. Auf 40 % wird eine „dynamische Beleuchtung“ angewendet, die bei Bedarf eingeschaltet werden kann. Die restlichen 35 % werden grundsätzlich nicht mehr beleuchtet. Ältere Lampen sollen bis 2027 durch LED ersetzt werden.
Strecken, die ab den 1980er Jahren und später gebaut worden sind (z. B. A 8 Brüssel – Tournai, A 18 De Panne – Oostende), wurden nicht mehr mit einer durchgehenden Autobahnbeleuchtung ausgestattet.

### Wegweiser und Ausschilderung

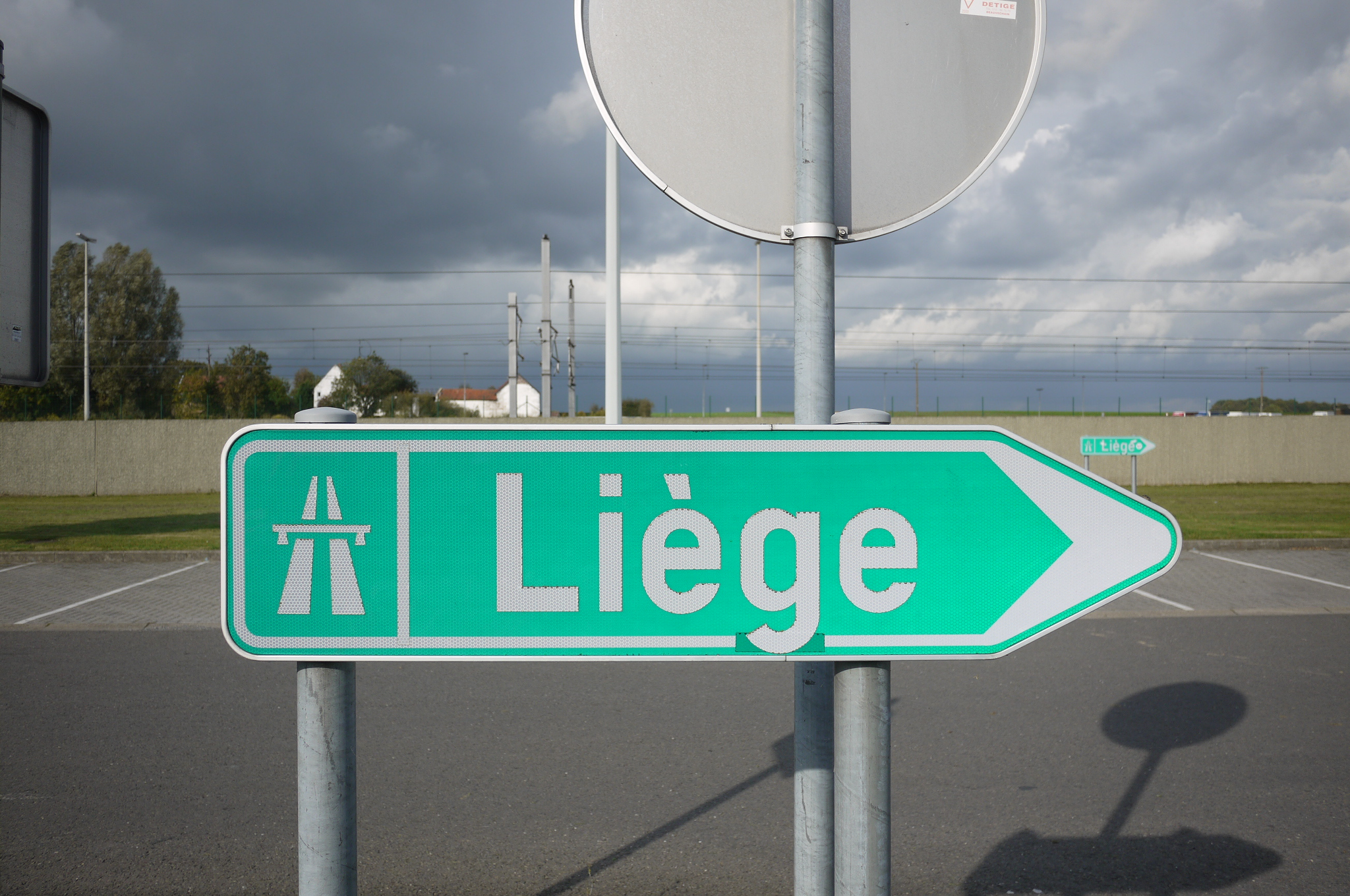
Grüner Wegweiser, der im nachgelagerten Straßennetz auf eine Autobahn hinweist

Belgische Autobahnen besitzen blaue Beschilderung, die allerdings auch auf dem nachgelagerten Straßennetz verwendet wird. Zur Unterscheidung hiervon sind Wegweiser, die auf eine Autobahn hinweisen, in grün gehalten. Da die Autobahnen durch die drei Regionen selbst betrieben werden, unterscheidet sich die Art der Wegweisung zwischen Flandern, der Wallonie und Brüssel leicht. Der Name der nächsten Anschlussstelle wird in Flandern auf weißen, in der Wallonie auf blauen Vorwegweisern vorgenommen. Es existiert eine Nummerierung der Anschlussstellen, die mit gelben Zahlen auf grünem Grund ausgewiesen wird. Verwirrend für ortsunkundige Verkehrsteilnehmer ist die nahezu ausschließliche Verwendung französischer Namen für flämische Städte in der Wallonie sowie niederländischer Namen für wallonische Städte in Flandern. Will man beispielsweise von Kortrijk (Flandern, niederländischsprachig) nach Tournai (Wallonie, französischsprachig) fahren, so muss man wissen, dass die Stadt Tournai auf niederländisch Doornik heißt und diesem Ziel folgen, ehe sich nach Wechsel in die Wallonische Region der Name des Ziels zu Tournai ändert. Umgekehrt heißt die Stadt Kortrijk auf französisch Courtrai, weshalb diesem Ziel gefolgt werden muss. Einige Städte (beispielsweise Charleroi oder Hasselt) besitzen keinen Namen in der jeweils anderen Sprache. 
Die wenigen Kilometer Autobahnen auf dem Gebiet der Region Brüssel-Hauptstadt haben eine zweisprachige Ausschilderung in französisch und niederländisch (in dieser Reihenfolge). Die beiden Autobahnteilstücke auf dem Gebiet der deutschsprachigen Gemeinschaft verwenden, da in der Region Wallonie liegend, die französischsprachigen Ortsnamen.
Bis vor einigen Jahrzehnten wurden Städte im benachbarten Ausland ebenfalls nur auf niederländisch oder französisch ausgeschildert (etwa Rijssel für Lille oder Aix-la-Chapelle für Aachen), mittlerweile wird allerdings der Name der jeweiligen Stadt in der offiziellen Landessprache verwendet.

## Maut
Die Föderalregierung Belgiens hat zum 1. April 2016 eine Autobahnmaut (7 bis 30 Cent pro km) eingeführt. Sie gilt für Fahrzeuge über 3,5 Tonnen. Sie wird per OBU (On Board Unit) bezahlt. Betreiber des Mautsystems ist das Unternehmen Satellic.

## Liste derAutobahnenundAutobahnringeinBelgien

### Autobahnen
| Name | Nummer | Länge   | Verlauf                                                                                                   | Karte |
| ---- | ------ | ------- | --- | ----- |
|      |        | 70 km   | Brüssel (Bruxelles, Brussel) – Mechelen (Malines) – Antwerpen (Anvers) (– Breda )                         |       |
|      |        | 88 km   | Löwen (Leuven, Louvain) – Diest – Genk – Maasmechelen (– Heerlen – Aachen )                               |       |
|      |        | 136 km  | Brüssel (Bruxelles, Brussel) – Löwen (Leuven, Louvain) – Lüttich (Liège, Luik) – Eupen (– Aachen )        |       |
|      |        | 188 km  | Brüssel (Bruxelles, Brussel) – Wavre (Waver) – Namur (Namen) – Arlon (Aarlen) (– Luxemburg )              |       |
|      |        | 61 km   | Halle (Hal) – Nivelles (Nijvel) – Mons (Bergen) (– Valenciennes )                                         |       |
|      |        | 73 km   | Halle (Hal) – Tournai (Doornik) (– Lille )                                                                |       |
|      |        | 110 km  | Brüssel (Bruxelles, Brussel) – Aalst (Alost) – Gent (Gand) – Brügge (Brugge, Bruges) – Ostende (Oostende) |       |
|      |        | 24 km   | Antwerpen (Anvers) – Zelzate – N49                                                                        |       |
|      |        | 59 km   | Brüssel (Bruxelles, Brussel) – Boom – Antwerpen (Anvers) (– Bergen op Zoom )                              |       |
|      |        | 110 km  | Antwerpen (Anvers) – Hasselt – Lüttich (Liège, Luik)                                                      |       |
|      |        | 99 km   | Antwerpen (Anvers) – Sint-Niklaas – Gent (Gand) – Kortrijk (Courtrai) (– Lille )                          |       |
|      |        | 92 km   | La Louvière – Charleroi – Namur (Namen) – Lüttich (Liège, Luik)                                           |       |
|      |        | 34 km   | Mons (Bergen) – Tournai (Doornik)                                                                         |       |
|      |        | 62 km   | Brügge (Brugge, Bruges) – Kortrijk (Courtrai) – Tournai (Doornik)                                         |       |
|      |        | 40 km   | Brügge (Brugge, Bruges) – De Panne (La Panne) (– Dünkirchen (Dunkerque, Duinkerke) – Calais )             |       |
|      |        | 25 km   | Kortrijk (Courtrai) – Ypern (Ieper, Ypres)                                                                |       |
|      |        | 45 km   | Antwerpen (Anvers) – Turnhout (– Eindhoven )                                                              |       |
|      |        | 22 km   | Lüttich (Liège, Luik) – Visé (Wezet) (– Maastricht )                                                      |       |
|      |        | 102 km  | Lüttich (Liège, Luik) – Bastogne – Neufchâteau                                                            |       |
|      |        | 61 km   | Battice – Verviers – Malmedy – Sankt Vith (– Wittlich )                                                   |       |
|      |        | 4 km    | Aubange (– Longwy )                                                                                       |       |
|      |        | 21 km   | Nivelles (Nijvel) – Charleroi                                                                             |       |
|      |        | 2,7 km  | Wilrijk – A12                                                                                             |       |
|      |        | 5 km    | Brüssel Flughafen – Brüssel (Bruxelles, Brussel)                                                          |       |
|      |        | 6 km    | La Louvière – A7                                                                                          |       |
|      |        | 2,7 km  | Charleroi – Mont-sur-Marchienne                                                                           |       |
|      |        | 2 km    | A3 – Nähe Lüttich – A13                                                                                   |       |
|      |        | 11,3 km | A3 – Nähe Lüttich – A26                                                                                   |       |
|      |        | 4 km    | Seraing – Nähe Lüttich – A15                                                                              |       |
|      |        | 12 km   | A26 – Lüttich (Liège, Luik) – A3 (östliche Umfahrung geplant)                                             |       |

### Autobahnringe
| Kürzel | Ring von                                    | Ring Bezeichnung     | Länge               | Bild |
| ------ | ------------------------------------------- | -------------------- | ------------------- | ---- |
| R0     | Brüssel (Bruxelles, Brussel)                | äußerer Ring         | 75 km               |      |
| R1     | Antwerpen (Anvers)                          | innerer Ring         | 17 km               |      |
| R2     | Antwerpen (Anvers)                          | äußerer Ring         | 13 km               |      |
| R3     | Charleroi                                   | äußerer Ring         | 33 km               |      |
| R4     | Gent (Gand); westlicher Teil normale Straße |                      | 14 km (gepl. 46 km) |      |
| R5     | Mons (Bergen)                               |                      | 15 km               |      |
| R5a    | Havré                                       |                      | 4 km                |      |
| R6     | Mechelen (Malines)                          |                      | 5 km                |      |
| R7     | Lüttich (Liège, Luik)                       | Autobahnring Lüttich | wird nicht gebaut   |      |
| R8     | Kortrijk (Courtrai)                         |                      | 17 km               |      |
| R9     | Charleroi                                   | innerer Ring         | 5 km                |      |